# Przytór (gmina)
Przytór – dawna gmina wiejska istniejąca w latach 1945–1954 w woj. szczecińskim (dzisiejsze woj. zachodniopomorskie). Siedzibą władz gminy był Przytór (obecnie dzielnica Świnoujścia).
Gmina Przytór powstała w grudniu 1945 na terenie tzw. Ziem Odzyskanych (tzw. III okręg administracyjny – Pomorze Zachodnie), jako jedna z 3 gmin zbiorowych, na które podzielono powiat woliński. 28 czerwca 1946 gmina weszła w skład nowo utworzonego woj. szczecińskiego.
Według stanu z 1 lipca 1952 gmina składała się z 4 gromad: Karsibór, Klicz, Ognica i Przytór. Gmina została zniesiona 29 września 1954 wraz z reformą wprowadzającą gromady w miejsce gmin. Jednostki nie przywrócono 1 stycznia 1973 wraz z kolejną reformą reaktywującą gminy, a jej dawny obszar wszedł w skład Świnoujścia.